# ベリー・オブ・ザ・サン
『ベリー・オブ・ザ・サン』（Belly of the Sun）は、アメリカ合衆国のジャズ・ボーカリスト、カサンドラ・ウィルソンが2002年に発表したスタジオ・アルバム。

## 背景
「ミシシッピ川のデルタ地帯でブルースに根ざしたレコードを作る」というコンセプトにより、レコーディングは主にミシシッピ州クラークスデールの古い鉄道駅で行われた。ウィルソンのバンドのメンバーに加えて、現地のミュージシャンも起用されている。ただし、この駅は前から結婚披露宴に使われることが予定されていたため、ウィルソン達はレコーディングの途中で駅を出ることになり、古い貨車の中で「ユー・ガッタ・ムーヴ」と「ホット・タマリス」の2曲をレコーディングした。
アントニオ・カルロス・ジョビンのカヴァー「ウォーターズ・オブ・マーチ」、インディア.アリーをゲストに迎えた「ジャスト・アナザー・パレード」、ボブ・ディランのカヴァー「シェルター・フロム・ザ・ストーム」は、ニューヨークに戻ってからレコーディングされた。

## 反響
アメリカのBillboard 200では155位、『ビルボード』のジャズ・アルバム・チャートでは2位に達した。オーストリアのアルバム・チャートでは7週トップ75入りして、自身最高の21位を記録。

## 収録曲
1. ザ・ウェイト - "The Weight" (Robbie Robertson) - 6:05
2. ジャスティス - "Justice" (Cassandra Wilson) - 5:26
3. ダークネス・オン・ザ・デルタ - "Darkness on the Delta" (Jay Livingston, Al J. Neiburg, Marty Symes) - 3:47
4. ウォーターズ・オブ・マーチ - "Waters of March" (Antônio Carlos Jobim) - 4:26
5. ユー・ガッタ・ムーヴ - "You Gotta Move" (Mississippi Fred McDowell) - 2:43
6. オンリー・ア・ドリーム・イン・リオ - "Only a Dream in Rio" (James Taylor) - 4:31
7. ジャスト・アナザー・パレード - "Just Another Parade" (C. Wilson) - 6:06
8. ウィチタ・ラインマン - "Wichita Lineman" (Jimmy Webb) - 5:47
9. シェルター・フロム・ザ・ストーム - "Shelter from the Storm" (Bob Dylan) - 5:17
10. ドランク・アズ・クーター・ブラウン - "Drunk as Cooter Brown" (C. Wilson) - 4:56
11. ショウ・ミー・ア・ラヴ - "Show Me a Love" (Jesse Robinson, C. Wilson) - 3:49
12. ロード・ソー・クリアー - "Road So Clear" (Rhonda Richmond) - 5:17
13. ホット・タマリス - "Hot Tamales" (Robert Johnson) - 1:43

### 日本盤ボーナス・トラック
1. コルコヴァード - "Corcovard" (A. C. Jobim) - 5:19

## 参加ミュージシャン
- カサンドラ・ウィルソン - ボーカル、アコースティック・ギター
- マーヴィン・スーウェル - ギター(on 1. 2. 6. 7. 8. 9. 10. 11. 12. 13. 14.)
- ケヴィン・ブレイト - ギター(on 1. 2. 4. 6. 8. 9.)、ボーカル(on 5.)、12弦バンジョー(on 6.)、ブズーキ(on 7. 9.)、マンドリン(on 10. 14.)、オムニコード(on 10.)
- リチャード・ジョンストン - ギター(on 5.)、ボーカル(on 5.)
- ジェシ・ロビンソン - ギター(on 11.)
- マーク・ピーターソン - アコースティックベース(on 1. 2. 4. 7. 8. 11. 14.)、フレットレス・エレクトリックベース(on 6. 9. 12.)、エレクトリックベース(on 10.)
- ジェフリー・ヘインズ - パーカッション(on 1. 2. 6. 7. 8. 10. 11. 12. 14.)、プラスティック・タブ(on 5. 13.)、スティールパン(on 10.)
- シロ・バプティスタ - パーカッション(on 1. 2. 4. 6. 7. 8. 10. 11. 12. 14.)、ボーカル(on 5.)、バスドラム(on 9.)
- Xavyon Jamison - ドラムス(on 1. 2. 6. 11. 12.)
- "Boogaloo" Ames - ピアノ(on 3.)
- オル・ダラ - トランペット(on 12.)
- チルドレン・オブ・M.S.44 - ボーカル(on 4.)
- ロンダ・リッチモンド - ボーカル(on 5. 7. 12.)、ピアノ(on 12.)
- Patrice Moncell - ボーカル(on 6.)
- Jewell Bass - ボーカル(on 6.)
- ヘンリー・ローズ - ボーカル(on 6.)
- ヴァスティ・ジャクソン - ボーカル(on 6.)
- インディア.アリー - ボーカル(on 7.)